# Che c'è di nuovo
Che c'è di nuovo è stato un programma televisivo italiano di genere talk show, in onda su Rai 2 dal 27 ottobre 2022 al 12 gennaio 2023, condotto da Ilaria D'Amico, in diretta da Roma dallo studio TV1 del Centro di produzione TV Raffaella Carrà, format prodotto in collaborazione con Fremantle.

## Il programma
Il programma, nato da un'idea di Ilaria D'Amico e Alessandro Sortino, prendeva spunto dalla frase presente su Twitter prima di scrivere i commenti, trattava temi di attualità e prevedeva un confronto tra personalità, provenienti dal mondo della politica, del giornalismo e della cultura in genere.

## Edizioni
| Edizione | Inizio          | Fine            | Conduttore     | Puntate |
| -------- | --------------- | --------------- | -------------- | ------- |
| 1ª       | 27 ottobre 2022 | 12 gennaio 2023 | Ilaria D'Amico | 9       |

## Ascolti
| Puntata | Data             | Audience | Share |
| ------- | ---------------- | -------- | ----- |
| 1       | 27 ottobre 2022  | 349000   | 2,2%  |
| 2       | 3 novembre 2022  | 299000   | 1,74% |
| 3       | 10 novembre 2022 | 262000   | 1,65% |
| 4       | 24 novembre 2022 | 478000   | 3,31% |
| 5       | 1º dicembre 2022 | 539000   | 3,45% |
| 6       | 8 dicembre 2022  | 482000   | 2,87% |
| 7       | 15 dicembre 2022 | 485000   | 3,1%  |
| 8       | 22 dicembre 2022 | 559000   | 3,9%  |
| 9       | 12 gennaio 2023  | 420000   | 2,45% |